# Bouzillé
Bouzillé korábbi község Franciaország Loire mente régiójában, Maine-et-Loire megyében. 2015. december 15-én nyolc másik korábbi községgel egyesült és Orée d’Anjou új község része lett.
Lakosainak száma 1497 fő (2018. január 1.). Bouzillé Anetz, La Boissière-sur-Èvre, La Chapelle-Saint-Florent, Le Fuilet, Liré és Le Marillais községekkel határos.

## Népesség
A település népességének változása:
| Lakosok száma | 1085 | 1167 | 1272 | 1305 | 1275 | 1463 | 1493 | 1508 | 1493 | 1497 |
|               | 1962 | 1968 | 1982 | 1990 | 1999 | 2008 | 2011 | 2013 | 2017 | 2018 |